# De Ingenieur
De Ingenieur is een maandelijks verschijnend tijdschrift over technologische ontwikkelingen en het beleid daaromheen. Het werd in 1886 opgericht als huisorgaan van het Koninklijk Instituut van Ingenieurs (KIVI) en is een van de oudste technische tijdschriften van Nederland.

## Geschiedenis
Vanaf 1846 bestond reeds het Tijdschrift van het Koninklijk Instituut van Ingenieurs, dat Algemeene Verhandelingen bevatte maar ook technische artikelen. Het blad De Ingenieur is opgericht in 1886 en stond bekend als een Weekblad gewijd aan de techniek en de economie van openbare werken en nijverheid. Beide bladen hebben nog enige jaren naast elkaar bestaan om in 1901 samen te gaan.
De Ingenieur kende de afdeelingen Algemeen, Bouw- en Waterbouwkunde, Elektrotechniek, Mijnbouw, Technische Economie, Werktuig- en Scheepsbouw. De jaargangen waren oorspronkelijk kloeke delen van ver over de duizend pagina's vol met degelijke artikelen, verluchtigd met tal van technische tekeningen en foto's en onderbouwd met uitvoerige technische berekeningen. Tot ver in de 20e eeuw vormen deze een bron van informatie betreffende de techniekgeschiedenis.
Vanaf 1958 profileerde De Ingenieur zich als een Weekblad gewijd aan technisch-wetenschappelijke en aanverwante onderwerpen. Deze onderwerpen waren gerangschikt in de rubrieken: Algemeen, Bouw- en Waterbouwkunde, Beton, Chemische Techniek, Elektrotechniek, Gezondheidstechniek, Luchtvaarttechniek, Mijnbouw- en Petroleumtechniek, Technisch-wetenschappelijk Onderzoek, Verkeer en Verkeerstechniek, Werktuig- en Scheepsbouw. In 1970 werd daar nog de afdeling Elektronica en Telecommunicatie aan toegevoegd.
Vanaf 1973 begint een kentering op te treden. Hoewel een jaargang van dit Wekelijks orgaan van het KIVI nog altijd 1020 bladzijden telde werd het toch dunner en werden de artikelen geleidelijk aan korter en minder diepgaand. Ook verschenen er meer cartoons in het blad.
In 1984 meldde het colofon: Uitgave van het KIVI in samenwerking met Uitgeverij Intermediair van VNU Business Publications. Wel werkte de redactie toen nog "op basis van het statuut". In 1985 reeds waren de rollen omgekeerd en was het tijdschrift geworden tot Een maandelijkse uitgave van VNU Business Publications in samenwerking met het KIVI, maar de redactie werkte nog steeds op basis van het statuut.

In 1986 werd kleur geïntroduceerd. De artikelen waren nu alle zeer kort geworden en hadden vaak het karakter van aankondigingen. In 1990 werd de tekst geschrapt dat de redactie op basis van het statuut werkte. De redactie was nu min of meer onafhankelijk geworden.
In 1994 werd De Ingenieur het officieel orgaan van zowel KIVI als NIRIA. Het laatste instituut was vooral gericht op hogere technici en kende het Polytechnisch Tijdschrift als orgaan. Het blad profileerde zich nu als Veertiendaags Magazine voor Techniek en Management. Diepgaande technisch-wetenschappelijke vakartikelen waren er al lang niet meer in te vinden.

In 2001 profileerde het blad zich als een Technologietijdschrift, dat een veertiendaagse uitgave was van De Ingenieur BV, in samenwerking met Veen Magazines BV, KIVI en NIRIA. Het blad, nog aan leden van KIVI en NIRIA toegezonden, was sindsdien ook in de kiosk te verkrijgen. In 2006 verdween ook het colofon en was De Ingenieur van vakblad tot magazine geworden.

## Heden
KIVI is nog steeds eigenaar van de titel en geeft het tijdschrift, inmiddels een maandblad, sinds januari 2014 in eigen beheer uit. De redactie, sinds eind 2018 onder leiding van Pancras Dijk, is onafhankelijk in haar berichtgeving. Het tijdschrift brengt tegenwoordig een journalistiek mengsel van nieuws, achtergrondverhalen en interviews. Vaste columnisten zijn Marcel Möring, Rolf Hut, Enith Vlooswijk en Peter-Paul Verbeek. De vierkoppige redactie verzorgt daarnaast een website met dagelijks nieuws op techniekgebied.